# ぽすから
『ぽすから』は、中村哲也による日本の4コマ漫画作品。芳文社『まんがタイムきららMAX』2008年11月号より2010年12月号にかけて連載された。
美大受験のため神田美術学園という予備校に通うことになった主人公と他の予備校生達との交流を描く作品で、主要な登場人物は色と関係した氏名が付けられている。

## 登場人物
千谷 白樹（ちたに しろき）
氏名カラーは字の通り白。
主人公。美大受験のため、予備校の神田美術学園に通う高校生。高校は男子校である。料理が得意。体はかなり小さく、背が茜より少し低い。新浦安在住。幼稚園児の弟二人（優樹と陽樹。双子）がいるが、二人は互いに容姿がそっくりであり、かつ、白樹のミニチュアでもある。
門見 茜（かどみ あかね）
氏名カラーは茜色。
予備校入学初日に白樹を睨み付けてきた女の子。実は睨んだのではなく、眼鏡っ娘なのに白樹とぶつかった時は眼鏡を掛けていなかったため、ぶつかった相手をよく見ようとしただけである。
内気で照れ屋。読書好きで非常に猫好き。かなりのヤキモチ焼きで、たとえ相手が友人たちだろうと、白樹にひっついたり彼の視線を奪われたりすると機嫌が悪くなる。白樹と同じく新浦安在住で同じ駅を使っているが、予備校に通うまでは互いの存在を知らなかった。白樹とは互いにほのかに懸想状態であったが……。
門見 萌（かどみ もえ）
氏名カラーは萌黄色。
同じく予備校のクラスメイトで茜の姉。背は結構高い。今頃予備校に入学した理由は、高校時代に漫画家・芥子萌（からしもえ）としてデビューし活躍中ではあるものの、絵の勉強をちゃんとしたかったため。
白樹と茜の恋を積極的に応援しており、また、白樹の弟二人のこともお気に入りなので、将来弟が三人出来ることを楽しみにしている。
滝 美鳥（たき みどり）
氏名カラーは緑。
予備校のクラスメイト。体は小さいがお祭り大好き爆裂元気娘。佃島育ちで佃島在住。何となく晴のことが気になっていたのだが……。
村崎 由香里（むらさき ゆかり）
氏名カラーは紫。苗字の村崎（むらさき）の他、名前のゆかり（紫）も紫の意。
美鳥と同じ学校に通い（クラスは違う）、同じ予備校のクラスメイトで、2つの突起物が魅力的な女の子。2つの突起物はよく美鳥に揉まれたりしている。佃島育ちで家も美鳥の家から歩いて2分くらいのところにある御好み焼き屋。母親は下町生まれの下町育ちだが、父親は欧州人でサンタクロースの資格を持っている。
気になる男性はいないが、白樹のことを（年は同じだが白樹の方が体が小さいためか）弟扱いすることがある。また、萌とは互いに気が合うらしく、二人で一緒に行動することがよくある。
群上 晴（ぐんじょう せい）
氏名カラーは青または群青。
白樹の高校のクラスメイト。中学から6年間同じ学校の同じクラスで、白樹とは運命の2人とされているらしい。背が高い。母親が仕事で忙しいため、毎日の弁当を白樹が作っており、そのお陰で大きく育ったと言われている（のに白樹が小さい理由は不明）。佃島生まれの佃島育ちで、現在は佃島近くの高層マンションに住んでいる。
進路希望は工学系のため、主要な登場人物の中で唯一美術予備校に通っていないが、たまたま街中で出会ったり、白樹に呼び出されて仲間内のイベントに参加したりしているため、皆と顔馴染みになっている。
根津 利久（ねづ としひさ）
氏名カラーはグレー（ねずみ色）。
美鳥の同級生だが、実は留年しており、昨年までは頼れる先輩だったらしい。カメラが趣味。
玄田（くろだ）
名前は不明だが氏名カラーは黒。
予備校の講師をしており、皆を厳しく指導している。白樹達の第一志望である美大の先輩でもある。

## 書誌情報
1. 第1巻 ISBN 978-4-8322-7886-8
2. 第2巻 ISBN 978-4-8322-7963-6